# Sentice
Sentice jsou obec v okrese Brno-venkov v Jihomoravském kraji. Leží v Boskovické brázdě, zhruba 23 kilometrů severozápadně od Brna. Sentice sousedí s Hradčanami, Čebínem, Chudčicemi, Březinou, Herolticemi a Vohančicemi. Žije zde 667 obyvatel.

## Historie
První písemná zmínka o Senticích se nalézá v listině z roku 1358 (de Sempczicz). Od roku 1519 patřily Sentice k veverskému panství.

## Současnost
V obci funguje základní škola, jejíž součástí je i mateřská škola a knihovna. Centrem kulturního a sportovního dění je místní sokolovna. Ke sportovnímu vyžití slouží lesní hřiště „Na Horce”. Od roku 1898 působí v obci Sbor dobrovolných hasičů. Ten za přispění obce a Jihomoravského kraje v roce 2016 rekonstruoval požární zbrojnici.

## Obyvatelstvo
| Rok            | 1869 | 1880 | 1890 | 1900 | 1910 | 1921 | 1930 | 1950 | 1961 | 1970 | 1980 | 1991 | 2001 | 2011 | 2021 |
| -------------- | ---- | ---- | ---- | ---- | ---- | ---- | ---- | ---- | ---- | ---- | ---- | ---- | ---- | ---- | ---- |
| Počet obyvatel | 406  | 500  | 491  | 530  | 549  | 533  | 512  | 587  | 572  | 543  | 465  | 418  | 473  | 591  | 664  |
| Počet domů     | 64   | 73   | 78   | 81   | 85   | 92   | 108  | 151  | 141  | 145  | 134  | 162  | 172  | 196  | 223  |

Vývoj počtu obyvatel

## Obecní správa

### Obecní symboly
Znak a vlajka byly obci uděleny rozhodnutím předsedy Poslanecké sněmovny Parlamentu České republiky dne 19. ledna 2007.

## Pamětihodnosti
Místní římskokatolická kaple svatého Jana Nepomuckého byla postavena roku 1878. Naproti kapli stojí památkově chráněné barokní sochy svatého Jana Nepomuckého (1775) a svatého Floriána (1854).
V minulosti stála v Senticích tvrz, která zanikla někdy v 15. století během česko-uherských válek, a do dnešní doby se z ní nic nedochovalo.